# 彼得·弗朗西斯库斯·迪尔克斯
彼得·弗朗西斯库斯·迪尔克斯（荷蘭語：Pieter Franciscus Dierckx；1871年2月7日—1950年9月4日），比利时弗拉芒画家（肖像画为主）、铜版雕刻家、图表设计师、插图画家。

## 生平
1871年出生在安特卫普，迪尔克斯曾就读于安特卫普皇家研究院和高等学院，学习研究纯艺术。尤里安·德·弗林特（Juliaan De Vriendt）曾是他的老师，是阿尔布雷希特·德弗林特（Albrecht De Vriendt）和卡雷尔·弗拉特（Karel Verlat）的兄弟。
迪尔克斯是安特卫普艺术组织德斯卡尔登（De Scalden）的成员。
1896年9月，迪尔克斯被任命为泰姆瑟（Temse）绘画学院的主任，同时负责绘画课程。他从形式和内容上革新了教学，使其上升到一个更高的水平。在泰姆瑟绘画学院230年的办学历史中，迪尔克斯是最具影响力的领导之一。
作为一个铜板雕刻家和图标设计师，他主要对各种组织/协会作出了贡献（海报，信笺上方的印刷文字，等等）。他为卡雷尔·亨德里克斯（Karel Heyndrickx）的《学生歌曲之书》（Studentenliederboek，1899）绘画插图。1910年，还为作家洛德韦克·斯海尔琴斯（Lodewijk Scheltjens）(1861-1946) 的儿童故事插图。1912年，为纪念麦卡托诞生400年，他参与设计了鲁珀尔蒙德（Rupelmonde）的历史庆典。
一战期间，在泰姆瑟，他致力于描绘当时人民的生活，作品有：《养老院里削土豆的人》《简陋的盘中餐》《分汤》《地方广场》《纺织女》《做木屐的人》《织篮人》《小码头》（1917），《烧毁的庭院》《道边守望的女子》《纺织工的一家》《手纺车》《石楠树上的圣果》，等等。
他的大部分画作对景色的处理非常独到：树林总是安排在特殊的位置。因为隶属于新印象画派，其画作中对光线的处理显得尤为重要。
迪尔克斯还擅长历史画卷，其作品受亨德里克·莱斯（Hendrik Leys）的影响较大。弗朗茨·库尔滕斯非常欣赏迪尔克斯的艺术作品，在他的推荐下，迪尔克斯获得了一项重要的任务：为洛克伦城的议会厅画两幅历史油画：其中一幅是1555年查理王给洛克伦城的负责人颁发保留每周市场的特许证。另一幅画上是1613年阿尔布雷希特和伊莎贝拉（Isabella）创建圣塞巴斯蒂安协会，并为市集颁发许可证。这两幅伟大的画作确立了莱斯画派的卓越地位，同时也展示了迪尔克斯在表现历史题材方面大师级的水平。
1919年3月迪尔克斯返回安特卫普，开了一家画室。一幅将近5米的画卷再次展示了他作为历史画家的所具备的才能，这幅画名为：“约公元后700年圣威利布罗德斯向斯海尔德河畔的居民宣讲福音书”（1939）。此画现成列于H.哈特教堂（Lang Beeldekensstraat 18号，安特卫普）。
《塞菲德的日出之舞》和《俄尔普斯，特雷西亚的歌手》（1942）是两幅描绘神话主题的画卷。后一幅画用“塞菲德之舞”做背景。
作为肖像画家，迪尔克斯也彰显了他大师级的水准。
从1952年起，每两年泰姆瑟绘画学院就会颁出一个“彼得·迪尔克斯画家奖”。
1986年，为了纪念彼得·迪尔克斯，泰姆瑟的一条街以他的名字命名。
在同辈中，彼得·迪尔克斯被视为一位伟大的画家，在艺术领域他占有独特及重要的位置。

## 展出
- 1896：艺术协会第七次展览: “Eigen Vorming”；地点：Borgerhout (安特卫普)。
- 1897年6月6日：“De Schalden的第一次展览”；地点：Verlat大厅（安特卫普）。
- 1900年3月25日：“De Schalden第三次纪念碑式，装饰及实用艺术展览”；地点：安特卫普古博物馆大厅。
- 1924年，安特卫普“Loquet厅”。
- 1925年11月30日，Jordaens大厅，Korte Klarenstraat 大街，安特卫普。
- 1977年2月，纪念绘画学院成立200周年；地点：泰姆瑟市政厅
- 2006年6月24日到8月13日，泰姆瑟城市博物馆的回顾性展览

## 沙龙
- 安特卫普：1901,1904,1908,1911
- 布鲁塞尔：1903
- 列日：1909
- 根特：1913
- 布达佩斯，慕尼黑，佛罗伦萨（1907-1908），巴黎
- “Exposition Trienale de 1911”, 安特卫普梅尔的节庆及展览大厅
- “第二次沙龙—12月”，由“比利时国家画家、雕塑家协会”组织

## 出版物
- "Ons Volk ontwaakt” (1913年8月23日).
- "Le Carnet Mondain” (1913年12月7日).
- “Anvers Artistique” (1924年4月15日).
- “La Revue Moderne illustrée et de la Vie” (1939年5月15日), 巴黎.
- “Künstlerlexikon des XIX Jahrhunderts”. Allgemeines Lexikon der bildeten Künstler des XX Jahrhunderts” 由Hans Vollmer 出版 (1953) - VEB Seeman Verlag Lepzig.
- “De Autotoerist” (1971年2月4日), 弗拉芒驾驶协会的半月刊。
- 艺术类书籍: “Parels langs de Scheldekant, deel II ”(1980), 编排：Leo Busschaert（泰姆瑟）；出版：Waasmunster.
- “Lexikon of the Belgian Romantic Painters”, W. Flippo (出版：International Art Press, art book Publisher Antwerpen - 1981).
- “The Artist Dictionary Arto” (1999), 编排：Wim Pas, 出版：De Gulden Roos.
- “Dictionnaire des peintres belges nés entre 1750 et 1875” (版本：Laconti Brussels,P&V Berko, Knokke).
- 洛克伦镇：“Openbaar Kunstbezit” (比利时), 2000年5月31日.
- 报纸: “Het Nieuwsblad“, “De Standaard“, “De Gentenaar“, “Het Volk” 纪念泰姆瑟城市博物馆的回顾性展览 (2006年6月24日到8月13日).
- “De Belgische Beeldende Kunstenaars uit de 19de en de 20ste Eeuw”, Paul Piron, 出版：Art Belgium.
- “Belgian Artists Signatures - Handtekeningen van Belgische Kunstenaars uit de XIXe en XXste Eeuwen”, Paul Piron, 出版：Arts, Antiques, Auctions.